# Aleksandar Ivović
Aleksandar Ivović, né le 24 février 1986 à Herceg Novi, est un joueur de water-polo international monténégrin évoluant en équipe nationale du Monténégro.

## Palmarès

### En sélection
| - Serbie-et-Monténégro - Jeux méditerranéens - Troisième : 2005. |  | - Monténégro - Championnat du monde - Finaliste : 2013. - Ligue mondiale : - Vainqueur : 2009. - Finaliste : 2010. - Troisième : 2014. - Championnat d'Europe : - Vainqueur : 2008. - Finaliste : 2012 et 2016. |